# Małżeństwo osób tej samej płci w Argentynie
     Małżeństwo osób tej samej płci
     Rejestrowany związek partnerski
     Brak statusu lub status nieznany
     Małżeństwo osób tej samej płci zakazane przez konstytucję
     Kontakty seksualne między osobami tej samej płci karane

Status prawny związków osób tej samej płci w Ameryce Południowej:
Małżeństwo osób tej samej płci
Rejestrowany związek partnerski
Brak statusu lub status nieznany
Małżeństwo osób tej samej płci zakazane przez konstytucję
Kontakty seksualne między osobami tej samej płci karane

Małżeństwa osób tej samej płci są legalne w Argentynie od 22 lipca 2010 roku. Argentyna jest dziesiątym krajem, który przyznał parom homoseksualnym prawo do zawarcia małżeństwa.

## Historia

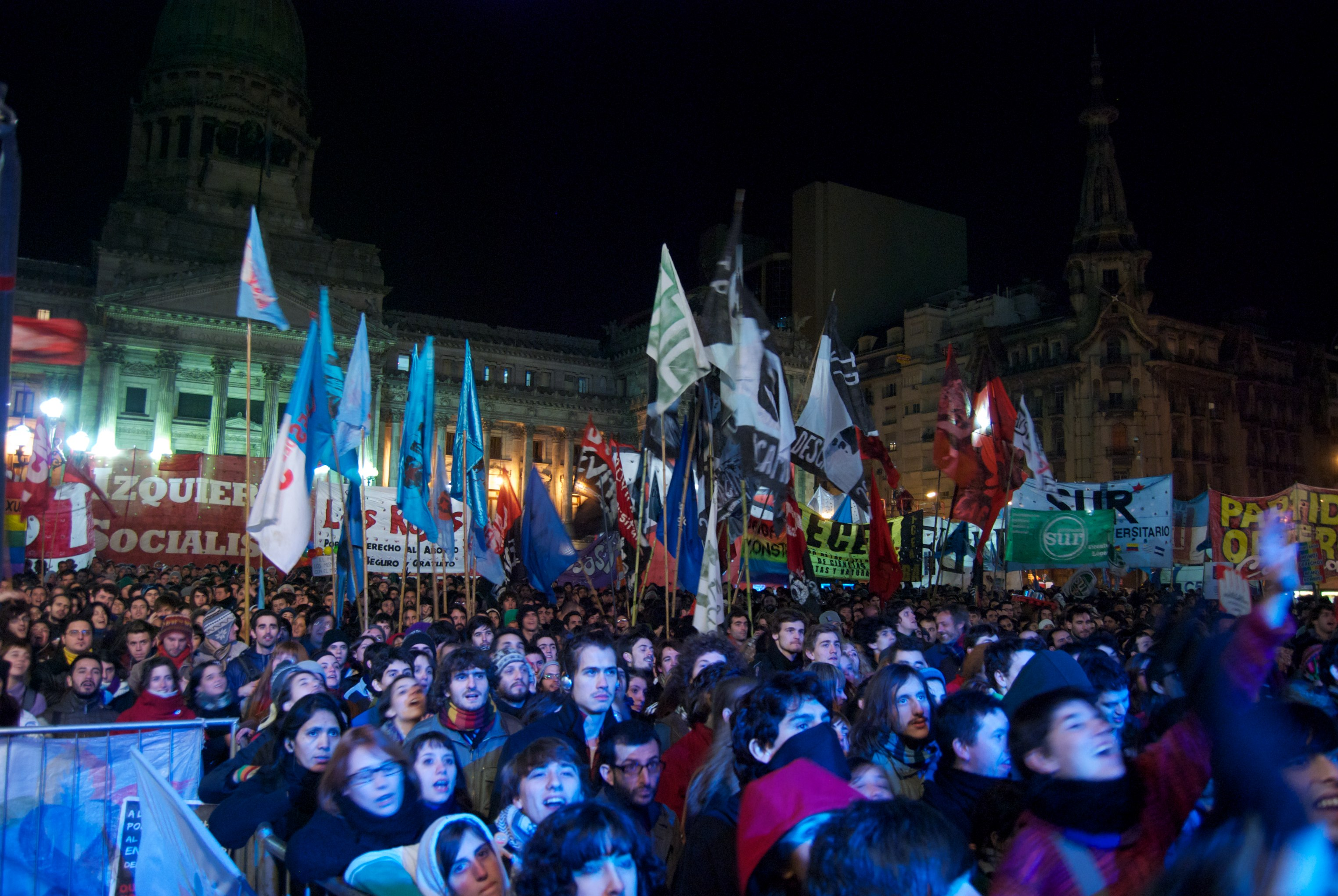
Osoby popierające wprowadzenie małżeństw jednopłciowych pod budynkiem Kongresu Narodowego w Argentynie.

W październiku 2009 roku 2 komisje Izby Deputowanych rozpoczęły procedowanie nad projektami ustaw legalizujących małżeństwa osób tej samej płci, które zostały przedłożone przez deputowane Silvię Augsburger i Vilmę Ibarrę. Komisje zakończyły prace 15 kwietnia 2010 tworząc jeden projekt ustawy i rekomendując Izbie jego przyjęcie. 5 maja Izba przyjęła go stosunkiem głosów 125-109. Następnie projekt trafił do Senatu. 6 lipca senacka komisja praw ogólnych zarekomendowała jego odrzucenie.
15 lipca Senat uchwalił ustawę stosunkiem głosów 33-27. 21 lipca została ona podpisana przez Prezydent Cristinę Fernández de Kirchner. 22 lipca 2010 prawo zostało opublikowane w oficjalnym dzienniku i weszło w życie. Pierwsze małżeństwa zostały zawarte 30 lipca.